# Kollektbøn
Kollektbøn er en type bøn i den kristne gudstjeneste - navnet kommer af latin colligere, "at samle" - og bønnen bruges i Folkekirken dels, når præsten på menighedens vegne beder før første skriftlæsning i begyndelsen af gudstjenesten, dels inden velsignelsen i slutningen af gudstjenesten.
Bønnen vil typisk forholde sig til dagens epistel, og have et bestemt mønster. Først påkaldes og anprises Gud (f.eks. "O, Herre Gud, Du som..."), dernæst kommer selve bønnen og dens ønskede konsekvens, og bønnen afsluttes typisk i Jesu navn og med "Amen".